# Papilio lowii
Papilio lowii is een vlinder uit de familie van de pages (Papilionidae). De wetenschappelijke naam van de soort is voor het eerst geldig gepubliceerd in 1873 door Herbert Druce. Dit taxon wordt inmiddels als een ondersoort van Papilio memnon Linnaeus, 1758 beschouwd.

## Verspreiding en leefgebied
Deze vlindersoort komt voor op Palawan, Borneo en Java.

## Waardplanten
De waardplanten behoren tot de wijnruitfamilie (Rutaceae).